# Ganymedes 7
Ganymedes 7 is een sciencefictionverhalenbundel uit 1983 uitgegeven door A.W. Bruna Uitgevers.

## Achtergrond
Schrijvers, vertalers en lezers van sciencefiction konden hun eigen verhaal insturen naar Bruna om opgenomen te worden in de bundelreeks Ganymedes, die uiteindelijk tien delen zou krijgen. De eerste vier delen verschenen in de genummerde Bruna SF-reeks. De volgende vijf bundels werden uitgebracht als Zwarte Beertjes. De verhalen werden uitgekozen door Vincent van der Linden.

## Korte verhalen
1. Caren Peeters: Bont
2. Julien C. Raasveld: IJs-tijd
3. Sofie van der Waaij: De laatste catacombe
4. Eddy C. Bertin: Kiekeboe
5. John Vermeulen: De absolute rem
6. Thomas Wintner: Uitweg
7. William de Bruijn: Zonsondergang
8. Wim Burkunk: Lekkage
9. Patrick Bernauw: Belt
10. C. Wladimir: Regen
11. Robert Smets: Kaisha
12. Remco Meisner: Wet 138 sub A
13. Guido Eekhaut: De ergernis van het verzwakte verleden
14. Gerben Hellinga jr.: Enquête
15. Peter Tijs: De koele getuige
16. Bob van Laerhoven: El pape
17. Jay Hill: Mexicaanse hond
18. Jan & Gert Kuipers: Onder de vlakten